# 國際警察協會
國際警察協會（中國大陸地區又譯作國際警察組織，通稱：IPA）於1950年成立，是全球最大的紀律部隊人員非官方組織，亦具有聯合國經濟及社會理事會特別諮商地位、美洲國家組織和教科文組織諮商地位。全球設有65個正式分會以及3個籌委會。國際警察協會積極為全球紀律部隊人員提供一個不分國籍、性別、種族、膚色、語言、政治及宗教的友好平台，促進彼此間在不同領域上的民間交流，提升會員的專業水平。其宗旨是Servo Per Amikeco，意謂「為友誼而服務」。

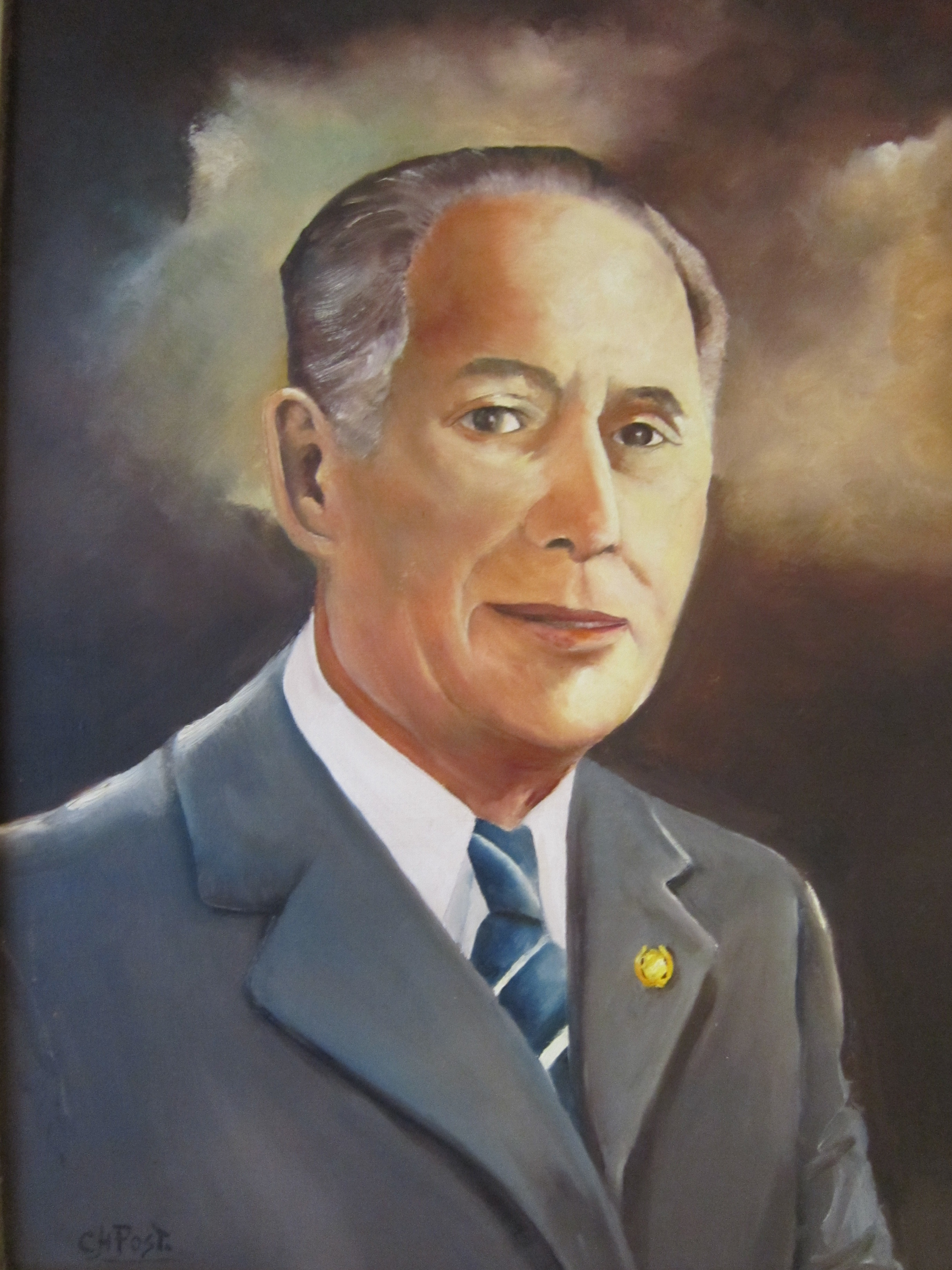
創辦人亞瑟(Arthur Troop)

## 歷史
歷經世界二次大戰的戰火後，一名英國警長亞瑟（Arthur Troop）深深體會到民間交流的重要性，他深信只有促成民間的友好關係，便能真正達至世界和諧。憑住這個信念，以及周遭同僚的支持，亞瑟不顧上級的反對，於1949年8月12日，以筆名Aytee在«英國警察評論»發表一則關於「國際警務人員友好合作」的文章。與此同時，亞瑟更利用自身的國際人脈，與丹麥、挪威、瑞典、芬蘭以及非洲的警務人員交往，造就該協會的雛型。
在發佈文章的一週後，倫敦市辦公室於«英國警察評論»發表一篇認同亞瑟理念的文章。四個月後，亞瑟正式以本名在該評論發表一則詳盡報告，內容包括來自歐洲各國的警務人員的支持，並且正式公佈「國際警察協會」將於翌年 (即1950年）1月1日成立。

## 會內架構
國際警察協會以國際執行議會（International Executive Council）為其最高層級的機關，由各正式分會委員組成；日常國際事務交由國際執行委員會（International Executive Board）、國際行政辦事處、外交關係委員會、社會及文化委員會以及專業委員會負責；各分會則負責處理地區性事務。

#### 國際執行委員會[6]
| 會長                 | Pierre-Martin Moulin  |
| 副會長               | Kyriakos Karkalis     |
| 秘書長               | May-Britt Ronnebro    |
| 外交事務委員會主席   | Einar Guðberg Jónsson |
| 社會及文化委員會主席 | Kyriakos Karkalis     |
| 專業委員會主席       | Demetris Demetriou    |
| 行政主任             | Stephen Crockard      |
| 財務                 | Michael Walsh         |
| 財務（社文範疇）     | Martin Hoffmann       |

#### 外交關係委員會[7]
| 主席                                  | Einar Guðberg Jónsson |
| 合作及諒解備忘錄範疇                  | Damian Crummey        |
| 本會代表 - 歐盟                       | Michel de Mulder      |
| 本會代表 - 聯合國毒品和犯罪問題辦公室 | Andreas Niesser       |
| 合作及諒解備忘錄範疇                  | Eugène Thommes        |
| 本會代表 - 聯合國                     | Karin Azadian         |

#### 正式分會[8]
- 安道尔
- 阿根廷
- 亞美尼亞
- 奥地利
- 比利时
- 巴西
- 保加利亚
- 加拿大
- 賽普勒斯
- 捷克
- 丹麦
- 爱沙尼亚
- 芬兰
- 法國
- 德国
- 直布罗陀
- 希腊
- 香港
- 匈牙利
- 冰島
- 愛爾蘭
- 以色列
- 義大利
- 日本
- 拉脫維亞
- 賴索托
- 立陶宛
- 盧森堡
- 澳門
- 馬爾他
- 模里西斯
- 摩尔多瓦
- 摩納哥
- 蒙特內哥羅
- 莫桑比克
- 荷蘭
- 新西兰
- 北馬其頓
- 挪威
- 巴基斯坦
- 秘魯
- 波蘭
- 葡萄牙
- 羅馬尼亞
- 俄羅斯
- 圣马力诺
- 塞爾維亞
- 斯洛伐克
- 斯洛維尼亞
- 南非
- 西班牙
- 斯里蘭卡
- 瑞典
- 瑞士
- 土耳其
- 乌克兰
- 英国
- 美国

#### 籌備委員會[8]
- 哥伦比亚
- [9]
- 阿尔巴尼亚

## 全球活動

#### 世界會員大會
由國際行政議會召開的世界會員大會，各國代表必須出席並商討會內各地事務。
|                        | 舉辦年份 | 主辦城市             |
| 第一屆世界會員大會     | 1955     | 法國巴黎             |
| 第一屆國際行政議會     | 1956     | 德國埃森             |
| 第二屆國際行政議會     | 1957     | 英國倫敦             |
| 第二屆世界會員大會     | 1958     | 比利時安特衛普       |
| 第三屆國際行政議會     | 1959     | 意大利那不勒斯       |
| 第四屆國際行政議會     | 1960     | 英國倫敦             |
| 特別會議               | 1961     | 法國巴黎             |
| 第三屆世界會員大會     | 1961     | 德國斯圖加特         |
| 第五屆國際行政議會     | 1962     | 瑞士日內瓦           |
| 第六屆國際行政議會     | 1963     | 挪威奧斯陸           |
| 第四屆世界會員大會     | 1964     | 英國黑潭             |
| 第七屆國際行政議會     | 1965     | 西班牙巴塞隆拿       |
| 第八屆國際行政議會     | 1966     | 加拿大多倫多         |
| 第五屆世界會員大會     | 1967     | 荷蘭阿姆斯特丹       |
| 第九屆國際行政議會     | 1968     | 以色列內塔尼亞       |
| 第十屆國際行政議會     | 1969     | 法國巴黎             |
| 第六屆世界會員大會     | 1970     | 意大利卡塔尼亞       |
| 第十一屆國際行政議會   | 1971     | 冰島雷克雅維克       |
| 第十二屆國際行政議會   | 1972     | 丹麥哥本哈根         |
| 第七屆世界會員大會     | 1973     | 瑞士蒙特勒           |
| 第十三屆國際行政議會   | 1974     | 奧地利格拉茨         |
| 第十四屆國際行政議會   | 1975     | 英國倫敦             |
| 第八屆世界會員大會     | 1976     | 加拿大卡加利         |
| 第十五屆國際行政議會   | 1977     | 瑞典哥德堡           |
| 第十六屆國際行政議會   | 1978     | 芬蘭爾辛基           |
| 第九屆世界會員大會     | 1979     | 意大利佩魯賈         |
| 第十七屆國際行政議會   | 1980     | 愛爾蘭都柏林         |
| 第十八屆國際行政議會   | 1981     | 美國華盛頓           |
| 第十屆世界會員大會     | 1982     | 德國威斯巴登         |
| 第十九屆國際行政議會   | 1983     | 比利時安特衛普       |
| 第二十屆國際行政議會   | 1984     | 英國倫弗魯           |
| 第十一屆世界會員大會   | 1985     | 法國巴黎             |
| 第二十一屆國際行政議會 | 1986     | 澳洲阿德萊德         |
| 第二十二屆國際行政議會 | 1987     | 瑞士蘇黎世           |
| 第十二屆世界會員大會   | 1988     | 荷蘭鹿特丹           |
| 第二十三屆國際行政議會 | 1989     | 葡萄牙Monte Real     |
| 第十三屆世界會員大會   | 1991     | 紐西蘭威靈頓         |
| 第二十四屆國際行政議會 | 1992     | 巴西里約熱內盧       |
| 第二十五屆國際行政議會 | 1993     | 塞浦路斯尼利西亞     |
| 第十四屆世界會員大會   | 1994     | 盧森堡               |
| 第二十六屆國際行政議會 | 1995     | 奧地利維也納         |
| 第二十七屆國際行政議會 | 1996     | 澳洲布里斯班         |
| 第十五屆世界會員大會   | 1997     | 加拿大魁北克         |
| 第二十八屆國際行政議會 | 1998     | 希臘雅典             |
| 第二十九屆國際行政議會 | 1999     | 西班牙梅諾卡島       |
| 第十六屆世界會員大會   | 2000     | 英國伯恩茅斯         |
| 第三十屆國際行政議會   | 2001     | 美國雷諾             |
| 第三十一屆國際行政議會 | 2002     | 南非太陽城           |
| 第十七屆世界會員大會   | 2003     | 挪威特隆赫姆         |
| 第三十二屆國際行政議會 | 2004     | 捷克布爾諾           |
| 第三十三屆國際行政議會 | 2005     | 愛爾蘭都柏林         |
| 第十八屆世界會員大會   | 2006     | 斯洛文尼亞盧布爾雅那 |
| 第三十四屆國際行政議會 | 2007     | 匈牙利巴拉頓湖       |
| 第三十五屆國際行政議會 | 2008     | 俄羅斯莫斯科         |
| 第十九屆世界會員大會   | 2009     | 土耳其安塔利亞       |
| 第三十六屆國際行政議會 | 2010     | 法國巴黎             |
| 第三十七屆國際行政議會 | 2011     | 羅馬尼亞布加勒斯     |
| 第二十屆世界會員大會   | 2012     | 以色列埃拉特         |
| 第三十八屆國際行政議會 | 2013     | 丹麥哥本哈根         |
| 第三十九屆國際行政議會 | 2014     | 德國波茨坦           |
| 第二十一屆世界會員大會 | 2015     | 塞浦路斯利馬索爾     |
| 第61屆世界會員大會     | 2016     | 新西蘭奧克蘭         |
| 第62屆世界會員大會     | 2017     | 保加利亞Albena       |
| 第63屆世界會員大會     | 2018     | 荷蘭鹿特丹           |
| 第64屆世界會員大會     | 2019     | 克羅地亞杜布羅夫尼克 |
| 第65屆世界會員大會     | 2022     | 西班牙Lloret de Mar  |
| 第66屆世界會員大會     | 2023     | 希臘                 |

#### 國際警察運動會
從意大利的足球錦標賽，到澳門的羽毛球友誼杯，國際警察協會鼓勵會員在工餘培養興趣，並借此擴大社交圈，增見其聞。伴隨住運動活動數目按年增長的趨勢，時任社會及文化委會員主席Gal Sharon提議舉辦兩年一度的國際性警察運動會，並於2018年在葡萄牙首都里斯本首辦，並獲超過20個國家代表隊參加，賽事包括田徑、射擊、排球等項目。
| 舉辦年份 | 主辦國 |
| 2018     | 葡萄牙 |
| 2022     | 黑山   |
| 2023     | 巴西   |

#### 青年警務人員研討會
每隔兩年，國際警察協會組織青年警務人員研討會，主要招募35歲或以下的會員，致力為年輕一代提供更多的培訓機會，從而提升水平，增加競爭力以及國際視野。

歷年舉辦國
| 舉辦年份 | 主辦國   |
| 2013     | 澳洲     |
| 2015     | 波蘭     |
| 2017     | 美國     |
| 2019     | 英國     |
| 2022     | 斯里蘭卡 |

#### 國際青年夏令營
國際青年夏令營給予會員子女一個近距離接觸父母職業的機會，並借此認識相同背景的同齡朋友。
每年由不同分會主辦，招募對象為16-17年歲的青少年參與，藉各種活動促進國際精神，推動青少年正向發展。

過去的活動包括：
1. 主題樂園
2. 城市遊覽
3. 海上遊覽
4. 動物園遊覽
5. 拜訪各地警務單位
6. 等等

歷年舉辦國
| 舉辦年份 | 主辦國          |
| 2014     | 法國            |
| 2015     | 西班牙          |
| 2016     | 美國            |
| 2017     | 南非            |
| 2018     | 英國            |
| 2019     | 克羅地亞        |
| 2020     | 捷克 & 塞爾維亞 |

## 國際學術及資訊中心
IBZ Castle Gimborn位於德國田園詩般的樹木繁茂的山區環境中，是 IPA 學術及資訊中心的所在地。成立於1969年，主要舉辦各項專業研討會、會議和課程的學術中心。作為一個真正的國際機構，Gimborn的董事會由來自23個IPA分會、國際執行委員會和數名德國警察當局代表組成。為提供專業和高水準的教學內容，Gimborn從世界各地聘請了行政和教學人員，負責協調課程設計，並有專業演講者就各項的主題進行授課。

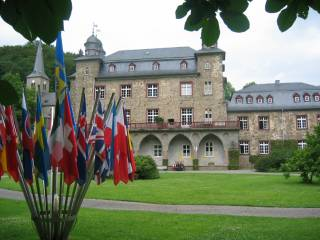
IBZ Gimborn Castle國際學術及資訊中心

## 亞洲地區發展
為推廣亞洲地區事務，由中國澳門分會主導，聯同澳洲分會、紐西蘭分會、斯里蘭卡分會、巴基斯坦分會、日本分會，以及中國香港分會於2017年成立亞洲事務總署（Asian Affairs Bureau，簡稱AAB），並委任中國澳門分會會長李雄波和副會長魏忠擔任首席執行官和首席政務總監以處理亞洲事務。亞洲事務總署主要負責集合亞洲各國的警務資源，推動各國的民間警民合作，達成地區和平的使命。

近年積極與中國大陸、泰國、柬埔寨、寮國、馬來西亞、菲律賓和越南等地相關部門緊密聯繫，計劃共同設立「警民共建中心」。透過文化、娛樂和專業培訓等活動，帶動與加強亞洲國家間的文化與警務交流，並在國家之間的警務緊密聯繫與合作、世界聯合打擊恐怖與暴力犯罪課題的研討及警務教育培訓和文化交流訪問起到積極的作用。

## 外部連結
- International Police Association - IAC （页面存档备份，存于）
- International Police Association - Macau Section （页面存档备份，存于）